# غالينا
الغالينا أو الغالينة (PbS) الهيئة المعدنية الطبيعية لكبريتيد الرصاص الثنائي، والمعدن الخام الأهم للرصاص.
والغالينا من أكثر معادن الكبريتيد توفرًا ومن أوسعها انتشارًا. تتبلور في النظام البلوري المكعب، مُظهرةً أشكال ثمانية الأسطح. كثيرًا ما تتعلق بالمعادن الآتية: سفاليريت، وكالسيت، وفلوريت.

## التطبيقات
تستخدم الجالينا في أنظمة الاتصالات اللاسلكية لأنّها من أشباه الموصلات وذات فجوة نطاق 0.4 إلكترون فولت.
وقد استبدلت حديثًا إلى درجة كبيرة.
وتستخدم أيضًا في صناعة جنوط السيارات.
وقد استخدم المصريون القدماء الغالينا في الكحل الذي كانوا يضعونه حول أعينهم للحماية من أشعة الشمس المنعكسة من الصحراء، ولطرد الذباب.
وهي المصدر الرئيس للرصاص والذي يُستخدم في صُنع بطارية الرصاص، كما تُستخدم كميات كبيرة صناعة صفائح وذخيرة. كما يُنقّب عن الغالينا لغرض استخراج الفضة منها، مثلًا في شمال ولاية إيداهو الأمريكية.

## مواقع التنقيب
- الأمريكتين: إيداهو، جنوب شرق ميزوري، إلينوي، أيوا، ويسكونسن.
- أوروبا: داربيشير، كورنوال، سومرست، كمبرلاند، ساكسونيا، جبال رودوب
- أستراليا: أقصى غرب نيوساوث ويلز
- آسيا وأفريقيا: جبل الشيخ.